# Liste der Baudenkmäler in Hemhofen
Auf dieser Seite sind die Baudenkmäler in der mittelfränkischen Gemeinde Hemhofen zusammengestellt. Diese Tabelle ist eine Teilliste der Liste der Baudenkmäler in Bayern. Grundlage ist die Bayerische Denkmalliste, die auf Basis des Bayerischen Denkmalschutzgesetzes vom 1. Oktober 1973 erstmals erstellt wurde und seither durch das Bayerische Landesamt für Denkmalpflege geführt wird. Die folgenden Angaben ersetzen nicht die rechtsverbindliche Auskunft der Denkmalschutzbehörde.
 Diese Liste gibt den Fortschreibungsstand vom 22. März 2023 wieder und enthält 10 Baudenkmäler.

## Baudenkmäler nach Ortsteilen

### Hemhofen
| Lage                                      | Objekt                                          | Beschreibung | Akten-Nr.              | Bild           |
| ----------------------------------------- | ----------------------------------------------- | --- | ---------------------- | -------------- |
| Apostelstraße 6 (Standort)                | Wohnhaus                                        | Zweigeschossiger Sandsteinquaderbau mit Walmdach, zweite Hälfte 18. Jahrhundert | D-5-72-130-2 Wikidata  | BW             |
| Apostelstraße 10 (Standort)               | Wohnhaus                                        | Zweigeschossiger Sandsteinquaderbau mit Mansarddach, Ecklisenen und Gurtgesimsen, zweiläufige Freitreppe, bezeichnet „1769“ | D-5-72-130-3 Wikidata  | BW             |
| Apostelstraße 10 (Standort)               | Hoftor                                          | barocke Sandsteinpfeiler mit Kugelaufsätzen, gleichzeitig | D-5-72-130-3 Wikidata  | BW             |
| Bahnhofstraße 1 (Standort)                | Ehemals Haltestelle mit Güterhalle              | langgestreckter Holzbau mit Flachsatteldachbau, 1892 | D-5-72-130-14 Wikidata | BW             |
| Blumenstraße 11 (Standort)                | Lagerhaus                                       | Erdgeschossiger Sandsteinquaderbau mit steilem Walmdach, erste Hälfte 18. Jahrhundert; ehem. zur Schlossbrauerei gehörig | D-5-72-130-11 Wikidata | BW             |
| Hauptstraße 5 (Standort)                  | Ehemaliges Schlossbrauhaus                      | Erdgeschossiger Sandsteinquaderbau mit mächtigen Walmdach, Ecklisenen und Zwerchhaus mit Satteldach, erste Hälfte 18. Jahrhundert | D-5-72-130-10 Wikidata | BW             |
| Hauptstraße 6 (Standort)                  | Ehemaliges Wohnstallhaus                        | Zweigeschossiger, traufseitiger Satteldachbau mit Ecklisenen und Gurtgesimsen, im Kern erdgeschossiger Massivbau wohl des 17. Jahrhunderts, Ausbau zweite Hälfte 18. Jahrhundert | D-5-72-130-4 Wikidata  | BW             |
| Hauptstraße (Standort)                    | Wohnhaus, ehemaliger Verwalterbau des Schlosses | Zweigeschossiger Walmdachbau mit geohrten Fenstergewänden, Sandsteinquader, erstes Drittel 18. Jahrhundert | D-5-72-130-6 Wikidata  | BW             |
| Hauptstraße 14, Hauptstraße 12 (Standort) | Gartenmauer                                     | Sandsteinquadermauer mit halbrundem Abschluss und Ornamentpfeilern, Toreinfahrt mit kugelbekrönten Rechteckpfeilern und Eisengittertor sowie Eckpavillon, achteckiger Sandsteinquaderbau mit Zeltdach, 1. Drittel 18. Jh.                                                                                 | D-5-72-130-6 Wikidata  | BW             |
| Schloßhof 1 (Standort)                    | Ehemals reichsfreies Rittergut Hemhofen         | stattliche Barockanlage: Haupthaus, zweigeschossiger Sandsteinquaderbau mit Walmdach, Zwerchhäusern mit halbrunden Giebeln, Dachreiter mit Pyramidendach und rustizierten Ecklisenen, an der Straßenseite Mittelrisalit mit zweiläufiger Treppe, an der Gartenseite Säulenportal mit Freitreppe, 1715 ff. | D-5-72-130-7 Wikidata  | weitere Bilder |
| Schloßhof 4 (Standort)                    | Ehemaliges Verwalterhaus                        | Zweigeschossiger, L-förmiger Sandsteinquaderbau mit Walmdach, an der Nordseite kräftiger Risalit mit flachem Walmdach, östlich dreigeschossiger Turm mit Pyramidendach und eingeschossigen Walmdachanbau, 1. Viertel 18. Jh.                                                                              | D-5-72-130-7           | weitere Bilder |
| Schloßhof 5 (Standort)                    | Ökonomiegebäude                                 | Langgestreckter eingeschossiger Sandsteinquaderbau mit Walmdach, südlicher Teil Fachwerkscheune, um 1730 | D-5-72-130-7           | weitere Bilder |
| Schloßhof 5 (Standort)                    | Turm                                            | Dreigeschossiger Sandsteinquaderbau mit Pyramidendach, 1. Viertel 18. Jh. | D-5-72-130-7           | BW             |
| Schloßhof 1 (Standort)                    | Schlossmauer                                    | zum Teil getreppte Sandsteinquadermauer mit halbrundem Abschluss, Portalen und Toren, 18. Jh. | D-5-72-130-7           | BW             |
| Schloßhof 5 (Standort)                    | Brunnen                                         | rechteckige Sandsteinquadereinfassung mit Sandsteinpfeiler, 18. Jh. | D-5-72-130-7           | BW             |
| Sterhof 12 (Standort)                     | Schafscheune                                    | Langgestreckter Fachwerkbau mit Walmdach, 1695 | D-5-72-130-12 Wikidata | BW             |

### Zeckern
| Lage                                                             | Objekt             | Beschreibung                                                | Akten-Nr.              | Bild           |
| ---------------------------------------------------------------- | ------------------ | ----------------------------------------------------------- | ---------------------- | -------------- |
| Judenbegräbnis, in der Nähe der Straße nach Adelsdorf (Standort) | Jüdischer Friedhof | Mit Grabsteinen des 17. bis 20. Jahrhunderts und Taharahaus | D-5-72-130-13 Wikidata | weitere Bilder |